# Omar Larrosa
Omar Rubén Larrosa, né le 18 novembre 1947, est un footballeur international argentin, qui évoluait au poste de milieu de terrain.

## Biographie
De 1967 à 1981, il joue pour Boca Juniors, Argentinos Juniors, CSD Comunicaciones, Huracán, Independiente, Vélez Sarsfield et San Lorenzo.
En 1978 il fait partie de l'équipe d'Argentine qui remporte son premier Mundial disputé à domicile. Remplaçant au coup d'envoi de la finale, il entre en jeu à la 66e minute à la place d'Osvaldo Ardiles.
De 1977 à 1978 il glane 11 sélections en équipe d'Argentine.